# Rock the Rebel / Metal the Devil
Rock the Rebel/Metal the Devil är det andra albumet av Volbeat, utgivet 2007.

## Låtlista
1. The Human Instrument
2. Mr. & Mrs. Ness
3. The Garden's Tale (ft. Johan Olsen från Magtens Korridorer)
4. Devil Or The Blue Cat's Song
5. Sad Man's Tongue
6. River Queen
7. Radio Girl
8. A Moment Forever
9. Soulweeper #2
10. You Or Them
11. Boa'